# Nenilinium luteolum
Nenilinium luteolum là một loài nhện trong họ Linyphiidae.
Loài này thuộc chi Nenilinium. Nenilinium luteolum được miêu tả năm 1965 bởi Loksa.